# 陳乙東
陳乙東（1955年8月20日—2017年5月13日），祖籍中國廣東潮州，生於香港，曾四度宣布參與香港特首選舉及補選以及2007年香港立法會港島選區補選，然而從未成為正式候選人。參選期間以出位言論、大膽構思及連串起訴對手的法律行動，曾在報章上曝光，並熱心於各項政治運動。
其中「巴士阿叔」的身份最為人所熟識：自2006年4月底，網上出現一段《巴士阿叔》影片，後陳乙東自稱為片中人。
他為香港網站Uwants形象代言人，為Uwants網站建立「巴士阿叔」的形象：粗口、不計較禮貌、高聲鬧人，自我中心，不理別人。
受到各界熱議，站在鎂光燈之下，也被連鎖網吧相中，為香港一網吧集團作為宣傳代言人，名利雙收。

## 生平
陳乙東接受傳媒訪問時，曾提及自己在各國的生活及學歷，但有傳媒要求他給予學歷證明等資料時卻未能提供。其生平多由他向傳媒自述而得，部份內容真確性暫無可考，不少報章在訪問他後同時引述不同的精神病科醫生、社會學家、藝術家和圈中人的意見，試圖從不同角度探討他的行為。

### 家族與童年
陳乙東有一兄六妹，父親從前在九龍城開中藥行，出生時便患上腦膜炎，至六歲康復（其中在一歲時赴台定居），讀書時又經常和同學打架，不停記大過，換了三間小學。中學時曾於新法書院就讀。

### 留學外地
陳乙東自稱曾於台灣中國文化大學附屬藝術專科學校舞蹈系就讀。
陳乙東在澳洲悉尼留學，聲稱曾中彩票2000多萬元。16歲時已擁有房車與別墅，更自資一間外賣店，但流連賭場、夜總會與的士高，把獎金輸光變得一無所有。

### 流浪列國惹官非
他聲稱之後到處流浪，在德國慕尼黑讀書時，更試過在駕車途中撞死人不顧而去，被警方拘捕並判入獄8年，後來他上訴成功，監禁9個月後獲釋。在英國時，又因與情敵互相推撞時對方從樓梯失足跌死而被控誤殺，但閉路電視拍下情況故罪名不成立，但立即被遣返香港。
回港後不獲父母收留，曾露宿中環皇后像廣場，後來他在土瓜灣一間珠寶行做營業員，但翌年（1990年）染上賭癮成為病態賭徒，每晚上賭船賭錢，曾於半個月輸掉百多萬，最後更欠下數百萬賭債，被迫運白粉到比利時抵償，但於海關被關員逮捕並判監八年，在比利時布魯日監獄服刑。獄中他鑽研法學、營養學及哲學，4年內修讀兩個院士和一個碩士學位。獄中自修水果雕盤，曾憑此手藝獲當時比利時國王博杜安賞識，每星期由專車接載他到王宮雕果盤獻技。
他聲稱自己1992年在獄中為香港撰寫政改方案並獲前港督彭定康嘉許。後來更借自己懂中文、英文、德文、法文協助比利時當局翻譯中文版旅遊指南，獲當時的比利時皇帝頒發嘉許狀。至1993年博杜安一世駕崩，陳乙東獲新任國王阿尔贝二世特赦回港，其後一直失業，居於元朗，以綜援維生。
他在接受《壹周刊》專訪時表示他曾有兩段婚姻，並在1981年為一女之父，但已離異，至女兒五歲後已沒有再見面。

## 巴士阿叔事件
陳乙東最廣為人所熟悉的是他的巴士阿叔事件。2006年4月27日晚上，一名中年男子在往元朗的巴士68X途中，因談電話向社工傾訴時被身後的青年拍膊頭，情緒激動怒罵對方，整個過程被另一名少年用手機拍下，後來短片中的名句「未解決」、「我有壓力」等在五月中旬開始被其他傳媒於節目上多次引用後，短片知名度浮上香港傳媒，五月下旬開始被英國《衛報》及美國《紐約時報》、《CNN》等國際傳媒報導。陳乙東事後自稱為該男子因此一躍成為香港城中茶餘飯後之人物。但陳乙東在2006年5月底露面時留有長髮，與片中男人的短髮尾明顯有異，故有人質疑陳是否冒名頂替，藉以牟私。

### 有償新聞
2006年5月底，《壹週刊》聲稱巴士阿叔為陳乙東，但見刊翌日香港多份報紙指陳乙東向傳媒索取8000至10萬元不等的「採訪費」，但未能成功，隨後有報章質疑《壹週刊》是否曾向陳乙東提供利益，換取訪問。2006年6月1日出版之《壹週刊》曾為陳乙東進行個人專訪，透過不同專訪短片流露出陳乙東鮮為人知的另一面，包括有「冷靜自白（我想自殺）」、「唱卡啦OK抒發感情（英語國語金曲）
」、「口技表演（模仿嬰兒、貓及小號）」、「粗口論」、「對隻揪與壓力之詮釋」、「四眼仔何銳熙發脾氣 陳乙東以和為貴」等。
6月4日，新傳媒旗下刊物《東方新地》亦發表文章，聲稱直擊陳乙東召妓實況，並於網頁上提供當日現場影片供讀者下載。4日後，該雜誌指，該訪問原在該刊會客室進行，但陳要求提供消遣，記者「本著披露其真性情的精神」要求隨行採訪並不作意見。到達深圳沙嘴之妓行程以至在場片段之猥褻行為均為陳自發。記者出發前無向公司預支亦無提過會為陳付帳，但陳無意亦無錢結帳，鑑於場所品流複雜，故此記者「迫於無奈」「暫代墊支」。

### 成為連鎖網吧代言人
受到各界熱議，站在鎂光燈之下，也被連鎖網吧相中，為香港一網吧集團作為宣傳代言人，而據報導廣告合約有六位數字，成為現時巴士阿叔的主要收入來源。巴士阿叔的廣告合約包含了擔任該集團所舉辦的比賽left 4 dead x Cyols 巴士阿叔對抗賽。但參與的機迷狂轟巴士阿叔完全不懂玩該遊戲，並則疑主委譁眾取寵，巴士阿叔根本不是機迷，只是為作宣傳之用。有很多電子遊戲機迷搶著和巴士阿叔「揸揸手」（握握手），有些機迷更只有幾歲，可見巴士阿叔的影響已延伸到新一代。

### 受聘及遇襲
憑籍巴士阿叔的知名度，陳乙東獲「扒王之王」連鎖餐店創辦人李德麟賞識聘為公關，預計在6月9日簽署合約。6月6日接受美國CNN攝製隊作專題訪問，在餐廳與甄文達表演雕果盤手藝。
6月7日晚上9時許，他在該集團位於旺角的「山口料理」上班期間，被三人戴口罩的男子毆打，臉部和後腦受傷並留院觀察。而李德麟亦表示暫不安排陳在出院後在餐廳中的工作。遇襲同時並有《東方日報》、《太陽報》、《蘋果日報》記者在場並拍下受襲照片，重案組已接手調查。

### 「扒王之王」老闆娘企圖自殺
自6月3日陳乙東受聘於「扒王之王」工作後，李德麟之妻林珍奇便對陳乙東感到不滿，陳乙東曾公開稱很喜歡老闆之女兒李依琳，此外陳乙東負面報道不絕，林珍奇擔心這會連累公司，為此曾多次與丈夫爭執；6月11日早上8時多，林被發現在花園道愛都大廈寓所服食過量安眠藥企圖自殺，送院無大恙。
其後林珍奇解釋事件全因與丈夫李德麟（「扒王之王」的老闆）爭論「炒阿叔」一事引起，加上自己失眠才會發生仰藥事件。事發當天她早上七時許仍不能入睡，服下一粒安眠藥亦未有睡意，這時她再因「炒阿叔」一事與夫爭吵，得悉李生幫阿叔交電費後感到十分憤怒，於是打電話與視作親人的老員工傾訴，怎料愈講愈激動，一時失理智便吞下數十粒安眠藥。她強調這時並非有意輕生，只是擔心丈夫及公司的形象受到影響，一時衝動所致。她表示，阿叔的負面新聞一直令她承受沉重的壓力和失眠，現時她只希望丈夫能與阿叔劃清界線，不要再有任何瓜葛，這樣她才可放下心頭大石。
陳在晚上得悉後已致電向李交代事件，聲稱「北上召妓」一事，是因為無錢繳交家中水電費，在上工前一天才到深圳洗澡，並提出辭職，老闆接納了他的請辭。
「扒王之王」李德麟其後轉介陳乙東到一間環保節水系統公司任環境拓展主任，負責到洛杉磯推銷產品，另當地一間華人電台已邀請他客串主持節目，他安頓後或會再到馬來西亞等地工作，聲稱未來一年都不會長時間在港逗留。

## 參與政治運動

### 參選香港行政長官選舉
陳乙東曾4次表示有意角逐香港特首之位，現為有史以來宣布參選特首次數最多之人，但從未能成為正式候選人。

#### 概況
1996年10月首屆特首選舉索取表格時，因沒有帶備意願書而被拒。2002年2月第二屆特首選舉他捲土重來，到選舉事務處遞交提名表，但因未能得到一百位選舉委員會成員支持再次遭拒。2005年6月的補選，陳乙東再度參選亦難逃敗陣。他曾嘗試循法律途徑挑戰曾蔭權入稟法院阻止他自動當選，但最終不了了之，結果陳乙東主動向曾蔭權遞上「投降書」請降。2007年第三屆特首選舉，他於2月26日遞交提名表格，但未獲足夠（100位）選舉委員支持而被選舉主任馮驊法官裁定無效。

#### 參選政綱
他參選時提出重新組織香港義勇軍，解決失業問題；領養老人計劃；並以退役船隻作海上監獄，陸上監獄原址即可拍賣，解決財赤；在全港18區提供免費飯堂，讓市民食大鑊飯；他又建議學習荷蘭，設立紅燈區，防止性病蔓延；黑社會企業化，所有社團需要登記註冊領取牌照，以維持社會秩序及增加政府稅金。在大嶼山建立拉斯維加斯式賭場。

#### 枝節事件
2007年1月27日表示在「競選」期間（1月10日）把選舉經費存於銀行旺角彌敦道分行，及後才知被銀行經紀「騙」取選舉經費令其精神受損，向銀行索償250萬3千圓。

### 參選香港立法會補選
2007年10月15日，宣布參加2007年香港立法會港島選區補選。他聲稱參選是為了延續逝世的民建聯主席馬力的愛國愛港精神。如果他成功當選，會推動醫療及教育改革。在籌募經費方面，他會逐家逐戶去募捐。
由於至報名參選截止日仍未籌募到50,000元，未能成為候選人。

### 參與台灣政治運動
陳乙東於2006年9月5日晚上 （页面存档备份，存于） 11時飛抵台北，擬邀施明德擔當孫文黨主席，並表示他有中華民國護照並將參與倒扁行動。但與施明德助理見面後態度大變為挺扁，指施本人處理運動方針只是與陳水扁「五十步笑百步」、「搞運動為賺錢」，隨即於翌日上午8時返港，並表示9月9日抵台挺扁。
9月9日抵台後早上到台大醫院，欲以芭比娃娃、一首詩和劉德華「你到底愛誰」改編歌曲 送給 （页面存档备份，存于）吳淑珍但被勸離，9月18日下午在台北車站南區倒扁靜坐現場，高喊「台灣萬歲」，但被倒扁參與者潑水與拳腳相向。
到2007年，陳乙東自稱成立「中華人民共和國（新台灣特別行政區）」，自命為「總統特首」，但沒有得到大眾注意。

### 支持陳馮富珍競選世衛總幹事
戴著鑽石金錶的陳乙東於2006年11月8日突現身於瑞士城市日內瓦，並自言是專程為代表中國競選世界衛生組織總幹事的陳馮富珍打氣，讚揚陳太於沙士期間表現良好並為陳太撰寫支持信。陳乙東一度欲進入會場不果，最後只好坐在附近餐廳邊飲橙汁和吃沙律，邊向傳媒發表其「競選台灣總統政綱」。
他並揚言決定參選2008年中華民國總統選舉，他說此行的最終目的是到法國，入稟歐盟人權法庭控告聯合國到現在仍未批准台灣加入聯合國。
失業多年的陳乙東，是靠領取綜援生活，瑞士的消費甚高，加上機票的支出，當為陳馮富珍採訪的記者詢問陳乙東的外訪經費從何得來時，陳乙東則回應指是由一班「小粉絲」全力支持他。

### 參選2010年立法會補選
2010年4月8日，陳乙東向選舉事務處提交提名表格，參選2010年立法會的港島區補選。但卻得不到足夠提名，因此參選無效。

## 其他行徑
2006年8月22日，陳乙東到醫院探望遇襲受傷何俊仁議員遭拒時，他其後表示他已成立「中國孫文黨」並稱有參選特首及立法會之想法。
8月26日因藝人鍾欣桐被《壹本便利》偷拍並刊登其更衣照片，陳向之前在巴士上偷拍他的短片拍攝者方穎恆提民事起訴，並向警方投訴遭偷拍，但未獲警方受理。
8月28日到高等法院入稟時表示當時並透露他再度失業，但他的行徑與之前轉職後表示低調的口徑大相逕庭，加上其短片營造的人氣已大減與過去數月的一些行為帶來負面評價，這種摶取見報率之行為已未見受歡迎。
2007年12月1日，患有愛滋病的落選區議會候選人張錦雄，晚上手持「真情擁抱愛滋」的牌子，在銅鑼灣崇光百貨門外，要求路人擁抱他，希望市民在「世界愛滋日」當日能以行動消除對愛滋病者的歧視，接受同性戀者和愛滋病患者。不少路人與他擁抱，以示對他的支持。擔任愛滋病義工多年的候任區議員麥國風到場與張錦雄擁抱，全民健康動力主席勞永樂和「巴士阿叔」陳乙東也到場支持。
2015年4月21日，陳乙東因涉嫌於2013年清洗黑錢約20萬港元，在屯門裁判法院受審。陳在自辯時指稱有關款項是一名歐洲朋友借給他醫治哮喘之用。2015年5月19日，有關案件在屯門裁判法院作出裁決。裁判官指由於陳的自辯沒有出現任何不可信之處，加上有關洗黑錢指控只是建基於一些推論之上，故裁定陳脫罪。

## 十年後採訪
毛記電視於2016年，即巴士阿叔事件十年後再度採訪其近況。

## 逝世傳言
2022年6月，互聯網上流傳他又於2017年逝世之消息，並有一張其墓碑之照片作證。後來有網民證實他是患上肝癌於2017年5月13日在九龍伊利沙伯醫院病逝，終年61歲。

## 外部連結
- 頭條日報：巴士阿叔何許人也？
- 香港青年政策研究所：陳乙東
- 巴士阿叔網誌（一）[永久]
- 巴士阿叔網誌（二）
- 巴士阿叔網誌（三）[永久]